# Wuyue-Reich

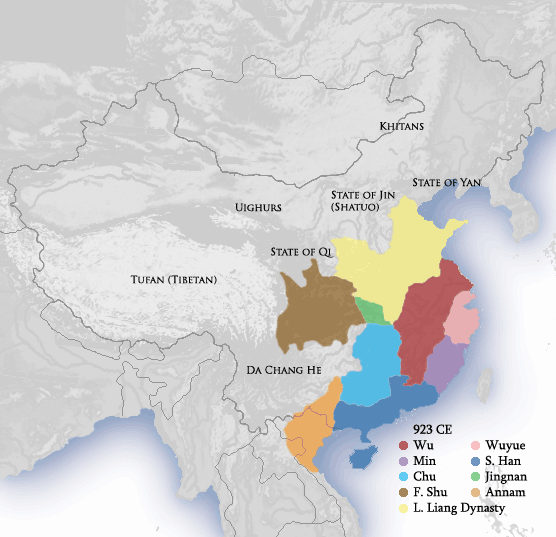
Späte Liang-Dynastie und Nachbarkönigreiche, 923 n. Chr. Wuyue ist hellrot dargestellt.

Wuyue (chinesisch 吳越國 / 吴越国, Pinyin Wúyuèguó) war von 907 bis 978 eines der Zehn Königreiche in China. Das Reich erstreckte sich ungefähr über die heutige Provinz Zhejiang und Shanghai. Die Hauptstadt war Hangzhou.